# Мало-Жирово
Ма́ло-Жи́рово (рос. Мало-Жирово) — присілок у складі Асінівського району Томської області, Росія. Входить до складу Ягодного сільського поселення.
Стара назва — Маложирово.

## Населення
Населення — 436 осіб (2010; 464 у 2002).
Національний склад (станом на 2002 рік):
- росіяни — 82 %